# Osnovna šola Sinri Pjongjang
Osnovna šola Sinri Pyongyang je modelna osnovna šola v Pjongjangu v Severni Koreji.
Med izjemnimi alumniji je Pae Kil-su, dobitnik zlate medalje na olimpijskih igrah leta 1992.